# Be Starters!
「Be Starters!」（ビー・スターターズ!）は、喜多村英梨の通算5作目のシングル。2011年8月10日にスターチャイルドから発売された。

## 概要
前作『Guilty Future』から2年ぶりのリリースで、スターチャイルド移籍第1弾シングルで「デビューシングル」として扱っている。初回限定盤と通常盤の2形態で発売され、前者には「Be Starters!」のPVを収録したDVDとキャラクターデザイナー、川村幸祐の描きおろしイラストが同梱される。
表題曲「Be Starters!」は、テレビアニメ『まよチキ!』のオープニングテーマとして使用されている。
PVのコンセプトは「素の喜多村英梨、いち女の子」で、真っ白いキャンバスをイメージしている。

### 主な記録
2011年8月22日付のオリコン週間シングルチャートで14位を記録し、同チャートでは自身初のTOP20入りを果たした。また翌週8月29日付週間シングルチャートでも30位を記録し、2週連続TOP30入りを記録した。
ドワンゴが運営するウェブサイトの2011年度年間ランキングでは、「超!アニメロ 着うたフル」で28位、「アニメロミックス 着うた」で72位を獲得した。

## 収録曲
1. Be Starters! [3:52]
作詞：大森祥子、作曲：山口朗彦、編曲：山口朗彦・河合英嗣、ストリングスアレンジ：菊谷知樹
  - テレビアニメ『まよチキ!』オープニングテーマ

表題曲の作詞途中に東日本大震災が発生したことから、希望の詰まった曲を目指し、アーティストとしてスターチャイルドから再デビューとなる喜多村本人だけでなく、聴く人全てが主人公であり、毎日Starterであるという意図を込めて、一人称の無い歌詞としたと、作詞を担当した大森祥子が、ブログで語っている[5]。
2. 彩 -sai- [3:53]
作詞・作曲：山崎寛子、編曲：河合英嗣
喜多村自身が好きな耽美な世界観や和の雰囲気を押し出した楽曲で、サビでも詞を2回繰り返している[4]。
3. Be Starters!（Off Vocal Ver.）
4. 彩 -sai-（Off Vocal Ver.）

DVD（初回限定盤のみ）
1. Be Starters! [Music Clip]
2. TV spot

## 収録アルバム
| 楽曲         | 発売日        | タイトル |
| ------------ | ------------- | -------- |
| Be Starters! | 2012年7月25日 | RE;STORY |